# Karl Wilhelm von Bünting
Karl (Carl) Wilhelm Bünting, seit 1768 von Bünting (* 1. November 1738 in Königshof bei Elbingerode; † 20. Januar 1809 in Ratibor) war ein preußischer Generalmajor und Chef des Kürassierregiment Nr. 12.

## Leben

### Herkunft
Seine Eltern waren der preußische Oberförster und Forstmeister der Grafschaft Hohenstein Johann Gottfried Bünting und dessen Ehefrau Katharine Dorothea Oppermann.

### Militärlaufbahn
Während des Siebenjährigen Krieges kam Bünting im Jahr 1759 in das Kürassierregiment Nr. 5 der Preußischen Armee. Damit nahm er an den Schlachten von
Kunersdorf, Liegnitz, Torgau, Freiberg sowie dem Gefecht bei Brandt und der Belagerung von Schweidnitz teil. Am 17. Januar 1760 wurde er Kornett und 24. Mai 1763 Leutnant.
Am 2. November 1768 wurde er für seine Leistungen im Krieg in den Adelsstand erhoben. Am 15. Juni 1772 wurde der Stabsrittmeister und am 16. September 1778 Rittmeister und Kompaniechef im Kürassierregiment Nr. 5. Er nahm 1778/79 am Bayerischen Erbfolgekrieg teil, wurde am 18. November 1786 Major und am 9. Februar 1793 Oberstleutnant. Außerdem erhielt Bünting am 16. Mai 1793 den Orden Pour le Mérite. Als solcher nahm er 1794/95 an den Kämpfen in Polen teil. Am 3. Februar 1795 wurde er Oberst und am 14. Oktober 1800 Kommandeur des Kürassierregiments dazu wurde er am 20. Mai 1803 Generalmajor mit Patent vom 22. Mai 1803. Am 12. Dezember 1803 wurde er zum Chef des Kürassierregiments Nr. 12, Dienstbereich Oberschlesien, ernannt. Während des Vierten Koalitionskrieges wurde Bünting in der Schlacht bei Auerstedt verwundet. Er starb nach dem Krieg am 20. Januar 1809 in Ratibor.

### Familie
Bünting war mehrfach verheiratet. Als erstes heiratete er am 13. Juli 1775 in Belgard an der Persante Charlotte Luise Henriette von Zitzewitz (* 5. März 1759; † 14. Februar 1784) aus dem Haus Zitzewitz. Danach heiratete er am 28. Juni 1792 in Culp Friederike Amalie Tugendreich von Diethert aus dem Haus Hohengrape (* 28. November 1753). Aus der ersten Ehe gingen folgende Kinder hervor:
- Ernst Friedrich Wilhelm (* 21. April 1776; † 25. Juni 1795), Sekondeleutnant im Kürassierregiment Nr. 5
- Luise Charlotte (* 11. Juli 1777)
- Karl Wilhelm (* 14. Mai 1779; † 9. Mai 1860), Leutnant im Husarenregiment Nr. 8, 1821 Intendant des V. Armee-Korps, Ritter des Roten Adlerordens II. Klasse mit Eichenlaub, ⚭ Antonie von Bork,[3] Eltern von Generalleutnant Franz Michael Oswald von Bünting (1827–1906)
- Maximilian Karl (* 20. Mai 1780; † 8. September 1804), Sekondeleutnant im I. Bataillon der Garde (Nr. 15)